# زمین‌لرزه ۱۳۸۲ بم
زمین‌لرزه ۱۳۸۲ بم زمین‌لرزه‌ای بود با بزرگی ۶٫۶ در مقیاس بزرگی گشتاوری بود که در ساعت ۵:۲۶ بامداد روز جمعه ۵ دی ۱۳۸۲ به مدت ۱۲ ثانیه شهر بم و مناطق اطراف آن در شرق استان کرمان را لرزاند. زمین‌لرزه بم با حدود ۳۴٬۰۰۰ و بر طبق آمار غیررسمی دیگری بین حدود ۵۰ هزار تا ۷۰ هزار نفر کشته سومین زمین‌لرزه پرتلفات تاریخ ایران بعد از زمین‌لرزه ۲۷۲ اردبیل و زمین‌لرزه ۲۳۵ دامغان را رقم زد.

## مشخصات
قبل از وقوع زمین‌لرزه ۶٫۶ ریشتری سه پیش‌لرزه خفیف روی داد که دو لرزش حوالی ساعت ۲۲:۰۰ و ۲۲:۳۰ شب قبل و سومی ۴۵ دقیقه قبل از زلزله اصلی احساس شد. اما شدت زلزله، عمق کم، ساعت وقوع، طولانی بودن مدت زمین لرزه و نزدیکی کانون زلزله به شهر (فاصله رومرکز زمین لرزه تا شهر بم حدود چهار کیلومتر بود) موجب خسارات فراوان گردید. فاجعه این زمین‌لرزه در سده گذشته ایران بی‌مانند بود از این واقعه به عنوان مرگبارترین زلزله تاریخ ایران یاد می‌شود. در آن زمان مؤسسه ژئوفیزیک دانشگاه تهران محل رخداد زمین‌لرزه را حدود ۱۵۰ کیلومتر دورتر از کانون زلزله اعلام کرد به‌طوری که تا بعد از ظهر آنروز اطلاع دقیقی از بیشترین مناطق آسیب دیده در دست نبود.

## تلفات
پیش از این حادثه شهر بم ۱۱۰٬۰۰۰ جمعیت داشت که در جریان زمین‌لرزه تعداد زیادی از آن ساکنان کشته شدند. شهر بروات در حاشیه بم با ۱۳٬۰۰۰ نفر جمعیت و صدها روستا تا شعاع ۳۰ کیلومتری کانون زلزله ویران شدند.
ولی بر پایه آمار رسمی این زمین‌لرزه ۳۴۰۰۰ کشته، ۳۰ هزار مجروح و بیش از ده هزار نفر بی‌خانمان و برطبق آمار غیررسمی و مشاهدات میدانی با تعداد کشته‌هایی در حدود ۵۰ هزار تا ۷۰ هزار به جای گذاشت. یازدهم دی‌ماه همان سال، اسماعیلی، رئیس شورای شهر بم گفته بود با توجه به اینکه در برخی مناطق بم ۱۰۰ درصد خانه‌ها بر اثر زلزله تخریب شده‌اند، شمار تلفات بیش از ۵۰ هزار نفر است. به گفته وی در روزهای نخست هر کس به فکر خاکسپاری عزیزان خود بود و به‌وسیلهٔ لودر گودال‌هایی ایجاد می‌شد و اجساد به‌طور دسته جمعی به خاک سپرده می‌شدند و کسی در آمارگیری دخالت نداشته است. در حالی‌که شش روز از این زلزله می‌گذشت، رئیس شورای شهر بم در پاسخ به این سؤال که چند درصد از شهر خاکبرداری شده است، گفته بود هر کسی آشنایی داشته، محل دفن آشناهای خود را نشان داده است، ولی آنهایی که کسی را نداشته‌اند و از شهرهای دیگر برای مشخص شدن وضعیت آنان به بم نیامده‌اند، هنوز زیر آوارها هستند.پس از هفده سال رئیس سازمان مدیریت بحران ایران اعلام کرد که در زلزله بم حدود ۳۴ هزار نفر کشته و ۲۰۰ هزار تن زخمی شده بودند.
همچنین در این حادثه تلخ، ایرج بسطامی خوانندهٔ ایرانی درگذشت.

## خسارات

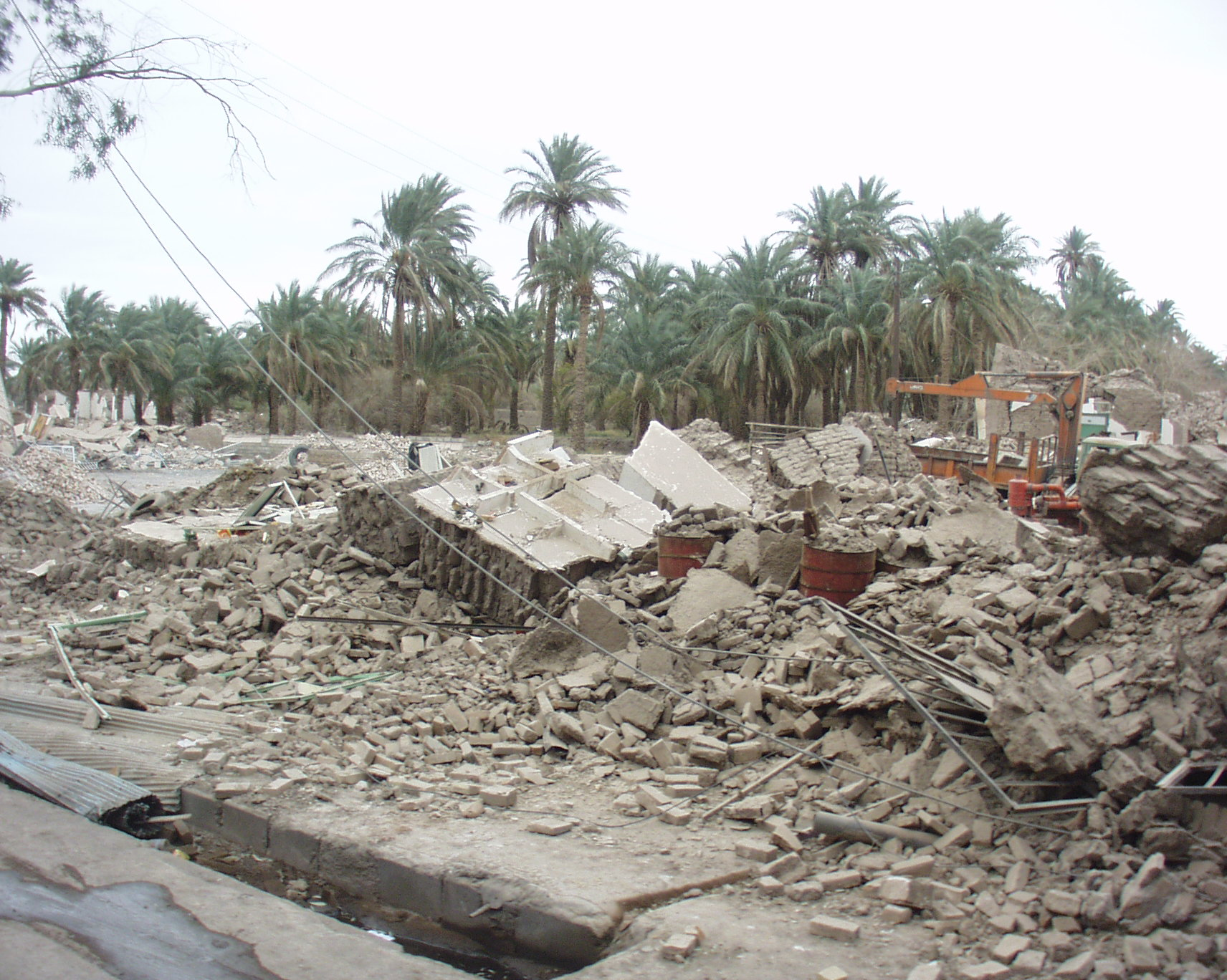
تخریب شهر بم

در اثر این زمین‌لرزه ۹۵٪ از سازه‌های شهر بم به کلی تخریب شدند. ارگ باستانی بم هم ۱۰۰٪ تخریب شد.
شهر بروات در حاشیه شرق بم، و صدها روستا تا شعاع ۳۰ کیلومتری ویران شدند.
آمار دقیقی از مرگ و میر زلزله بم در دست نیست آماری ضد و نقیض سال‌ها پس از فاجعه توسط دولت اعلام شد که مورد پذیرش مقامات محلی و بازماندگان قرار نگرفته است.
حجم و گستره ویرانی‌ها حکایت از تلفاتی انسانی بین ۵۰٬۰۰۰ تا ۷۰٬۰۰۰ نفر دارد. خسارات اقتصادی زلزله بم در سال ۲۰۰۳، بیش از ۲ میلیارد دلار برآورد شده است. پس از زلزله، بسیاری از بازماندگان شهر بم و منطقه را ترک کردند، کشاورزی منطقه به شدت آسیب دید و هزاران هکتار نخلستان و باغات مرکبات خشکیده و از بین رفتند.

## علل تلفات بالا
- قدرت زمین لرزه (۶/۶ در مقیاس ریشتر)
- عمق کم زمین لرزه (۷/۵ کیلومتر)
- نزدیکی کانون زمین لرزه به شهر (فاصله کانونی زلزله تا شهر حدود ۴ کیلومتر)
- طولانی بودن مدت زمین لرزه (۱۲ تا ۱۳ ثانیه)
- ساعت وقوع زمین لرزه (۵:۲۶ بامداد)
- روز وقوع زمین لرزه (جمعه)
- شتاب بالای زمین لرزه
- افزون بر علت‌های ذکر شده، اکثر ساختمان‌های شهر بم از استحکام کافی برخوردار نبودند و این خود سبب شد که بسیاری از کارشناسان دلیل افزایش تلفات این زمین‌لرزه را عامل انسانی بدانند.

## زمین‌لرزه‌های مشابه
بسیاری از کارشناسان زمین‌لرزه ۱۹۸۰ سان‌فرناندو را مشابه زمین‌لرزه بم می‌دانند؛ چراکه از لحاظ بزرگی، دوام و ژرفای کانونی کاملاً مشابه هم هستند. در این زمین لرزه تنها ۶۵ نفر کشته شدند. زمین‌لرزه سان فرناندو راس ساعت ۶:۰۰:۴۱ صبح به وقت محلی رخ داد.

## وقایع پیش از رخداد زمین لرزه
اولین پیش‌لرزه‌های این زلزله بزرگ از خرداد ماه ۸۲ آغاز گردید. سپس در مرداد ماه دو زمین‌لرزه نسبتاً شدید با بزرگای ۵ ریشتر در منطقه روی داد. همچنین، از مدت‌ها قبل بوی نامطبوعی به مشام و صداهایی از چاه‌های منطقه به گوش می‌رسید؛ آب چاه‌ها و قنات‌ها گرم‌تر شده بود؛ برخی از چاه‌ها پرآب‌تر و برخی کم‌آب‌تر شده بود و همه این‌ها نشانه‌هایی بر فعالیت‌های غیرعادی زمین بود.

## بازسازی و امداد
طبق برنامه‌ریزی مسئولان، بازسازی بم باید تا تابستان سال ۸۴ به پایان می‌رسید. اما ضعف مدیریت، ناهماهنگی میان نهادها، عدم استفاده بهینه از نیروهای متخصص خارجی، عدم آموزش صحیح امدادگران و سوء استفاده در کنار عوامل متنوع دیگر باعث شده تا بازسازی شهر به کندی انجام گیرد و هنوز به پایان نرسد.
یکی از آثار این زلزله بهبود روابط ایران و آمریکا بود. حکومت ایران ابتدا پیشنهاد کمک آمریکا را رد کرد اما مدتی بعد آن را پذیرفت. بطوری‌که یک هواپیمای نظامی آمریکا برای اولین بار بیش از ۲۰ سال پیش از زلزله در ایران فرود آمد. ایران که در آن هنگام توسط رئیس‌جمهور آمریکا، جرج بوش، یکی از اعضای محور شرارت قلمداد می‌شد، از آمریکا کمک‌های انسان‌دوستانه مستقیم دریافت کرد و پس از آن به پروتکل الحاقی آژانس بین‌المللی انرژی اتمی پیوست که بر اساس آن نظارت بیشتری بر فعالیت‌های اتمی این کشور صورت می‌گرفت.

به عبارت بهتر دقیقاً یک هفته بعد از این که ایران توافق را امضا کرد، زلزله بم رخ داد. به همین دلیل مخالفان توافق اعتقاد داشتند زلزله پیامد این توافق بوده است در مجموع ۴۴ کشور نیروهایی را برای کمک به عملیات امداد ارسال کرده و حدود ۶۰ کشور پیشنهاد کمک دادند. اسرائیل نیز پیشنهاد کمک داد اما جمهوری اسلامی ایران حاضر نشد آن را بپذیرد.همچنین بسیاری از امکانات اتریشی‌ها و آلمانی‌ها که به بم برای کمک آمده بودند نیز سرقت شد از جمله سگ‌های زنده یاب و چادرهای امدادی و کانکس‌های آماده گران‌قیمت.
یکی دیگر از آثار زلزله سفر یکی از اعضای خاندان سلطنتی بریتانیا به ایران برای اولین بار بود (ولیعهد وقت، شاهزاده چارلز که هم‌اکنون شاه بریتانیا است).